# 349386 Randywright
349386 Randywright este o planetă minoră (asteroid) din centura de asteroizi. A fost descoperită pe 30 noiembrie 2007 la Charleston⁠(d) de Robert Holmes⁠(d). 
Obiectul prezintă o orbită caracterizată de o semiaxă mare de 2,9129012382054 UAi, o excentricitate de 0,15, o înclinație de 13,3 ° în raport cu ecliptica.